# Yuta Koike
Yuta Koike (小池 裕太 Koike Yūta?, Utsunomiya, Tochigi, 6 de noviembre de 1996) es un futbolista japonés que juega como defensa en el Vissel Kobe de la J1 League.

## Trayectoria
En 2016 Koike se unió al Kashima Antlers de la J1 League.

## Clubes
| Club                     | País    | Año       |
| ------------------------ | ------- | --------- |
| Kashima Antlers          | Japón   | 2016      |
| Sint-Truidense           | Bélgica | 2018-2020 |
| Kashima Antlers (cedido) | Japón   | 2019      |
| Cerezo Osaka             | Japón   | 2020-2021 |
| Yokohama F. Marinos      | Japón   | 2022-2024 |
| Vissel Kobe              | Japón   | 2025-     |

## Palmarés

### Títulos nacionales
| Título             | Club                | País  | Año  |
| ------------------ | ------------------- | ----- | ---- |
| J1 League          | Yokohama F. Marinos | Japón | 2022 |
| Supercopa de Japón | Yokohama F. Marinos | Japón | 2023 |